# Baie Clémenceau
Pour les articles homonymes, voir Clemenceau (homonymie).
La baie Clémenceau est une baie du nord-ouest de la Grande Terre, principale île de l'archipel des Kerguelen au sud de l'océan Indien.

## Géographie

### Caractéristiques
Orientée dans un axe ouest/sud-ouest à est/nord-est, s'étendant sur environ 13,4 km2 de superficie, la baie sépare la presqu'île de la Discovery (au nord-ouest) de la presqu'île Rochegude (au sud-est) à l'extrémité nord de la péninsule Loranchet. L'entrée de la baie s'ouvre un peu au nord-ouest du golfe Choiseul. Large d'environ 1,3 km, celle-ci est délimitée par le cap Ligniville à l'ouest (presqu'île de la Discovery) et la pointe d'Anières à l'est (presqu'île Rochegude). Un mouillage (20 mètres de fond) existe au fond de la baie.
Au fond de la baie, dans les terres, se trouve le lac du Tigre, surnom donné à Clemenceau.

### Toponymie
Le nom de la baie lui a été donné en hommage à Georges Clemenceau par Raymond Rallier du Baty et figure ainsi sur la carte qu'il a établie en 1922. Son ancien nom était « baie Muscle », mauvaise traduction de l'anglais Mussel (moule) qui lui avait été initialement donné. La présence de moules étant très fréquente et visible sur les côtes des îles Kerguelen, ce nom avait été donné à divers endroits de l'archipel.